# Josef Vedra
Josef Vedra (* 1. února 1956) je bývalý český běžec a současný trenér, který se specializuje na běh na střední tratě. Je členem atletického oddílu TJ Dukla Praha. V minulosti se stal několikanásobným mistrem Československa v atletice v bězích na 800m a 1500m. 
Jeho tréninková skupina je známá jako Makačenko team. V minulosti obsahovala jména jako Jakub Holuša, Michal Šneberger, Jan Kubista, Lukáš Vydra, Jan Friš, Lukáš Hodboď, Jan Sýkora, Jakub Davidík.